# First Down (Prison Break)
| "First Down"       | "First Down"             |
| ------------------ | ------------------------ |
| Capítulo #         | Temporada 2, Capítulo 4  |
| Guion              | Nick Santora             |
| Director           | Bobby Roth               |
| Emisión en USA     | 11 de septiembre de 2006 |
| Cronología         |                          |
| Capítulo anterior  | Scan                     |
| Capítulo siguiente | Mapa 1213                |

First Down es el cuarto capítulo de la segunda temporada de la serie Prison Break, el cual salió al aire el 11 de septiembre de 2006, a través de FOX, en los Estados Unidos.

## Resumen
Lincoln (Dominic Purcell), Nika (Holly Valance) y Michael (Wentworth Miller) van por la autopista cuando otro coche se les acerca por detrás. Son Bellick (Wade Wiliams) y Geary (Matt DeCaro). Los obligan a salir de la carretera y chocan contra un árbol. El trío sale como puede del coche, y Bellick los retiene a punta de pistola. Michael cree que Ballick quiere el dinero de la recompensa, pero este les dece que Manche ha cantado y que van a Utah a por los cinco millones. Si Michael no los lleva hasta el dinero, matarán a Nika. Lincoln arroja un fragmento de cristal roto delante de la rueda del coche de Bellick.
T-Bag lleva el coche del veterinario a una gasolinera. En los lavabos, se clava un escalpelo en su mano operada, esperando sentir algo. Un autoestopista lo ve, y cuestiona sus actos. T-Bag empieza a irse pero ve a la policía inspeccionando su vehículo robado. El trozo de cristal le ha pinchado la rueda a Bellick. Bellick envía a Geary al pueblo a por una rueda nueva, y lleva al trío hasta una cabaña desierta en el bosque.
Mientras flirtea con Kellerman (Paul Adelstein), a Sara (Sarah Wayne Callies) le suena el teléfono. Es Michael, quien le dice que lo siente y que tiene un modo de protegerla con algo que ella ya tiene. Antes de colgar le dice que su relación era de verdad. Mahone (Wiiliam Fichtner) y su equipo se dirigen hacia un motel. Tweener (Lane Garrison) sale de la ducha y ve que Debra (Kristin Malko) Jean sale a comprar bebidas. Tweener está nervioso, pero no la detiene. Abruzzi (Peter Stormare) llega al motel donde se oculta Fibonacci. Entra en una habitación vacía mientras los hombres de Mahone rodean el lugar. En realidad, el testigo que le llevó a la cárcel no está allí: todo fue una trampa del FBI. Mahone le dice a Abruzzi que elija, Fox River o el depósito. Al oír esto, Abruzzi dice que sólo se arrodilla ante Dios y saca el arma.
De este modo, todos los agentes que le rodeaban empiezan a dispararle hasta que cae fulminado.
- Datos: Q2867468